# Гладков Федір Дмитрович
Федір Дмитрович Гладков (1 березня 1905 — 4 березня 1973) — радянський театральний і кіноактор.

## Життєпис
Працював у театрі «Березіль». На початку 1930-х років репресований. Грав у Соловецькому табірному театрі під керівництвом Леся Курбаса (Аристократи).
Під час німецької окупації України працював директором Кам'янського драматичного театру імені Т. Г. Шевченка. Входив до складу підпілля Організації українських націоналістів (бандерівців) м. Кам'янського Дніпропетровської області.
Вдруге репресований у 1945 році. Після звільнення працював у драматичних театрах Сум, Сімферополя, Києва.

## Фільмографія
- «Тарас Шевченко» (1951)
- «Гроза над полями» (1958)
- «Велика дорога» (1962)
- «Новели Красного дому» (1963)
- «Зачарована Десна» (1964)
- «Ми, російський народ» (1965)
- «Дні льотні» (1966)
- «Початок невідомого століття» (1967)
- «Падаючий іній» (1969)
- «Поштовий роман» (1969)
- «Секретар парткому» (1970)
- «В'язні Бомона» (1970)
- «Олеся» (1971)
- «Довіра» (1972)
- «Віра, Надія, Любов» (1972)
- «Тихі береги» (1973)